# Nanyue
För andra betydelser, se Nanyue (olika betydelser).

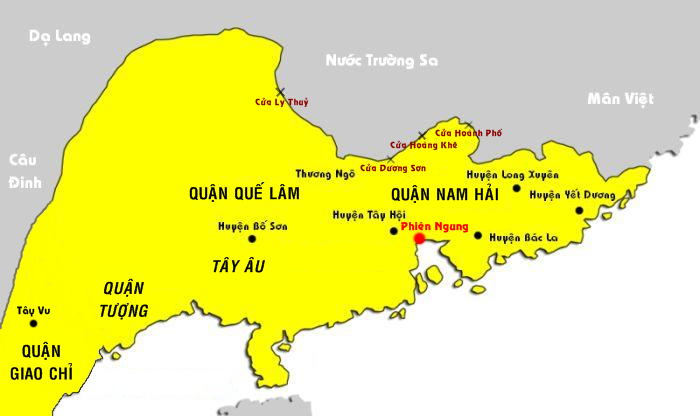
Nanyue

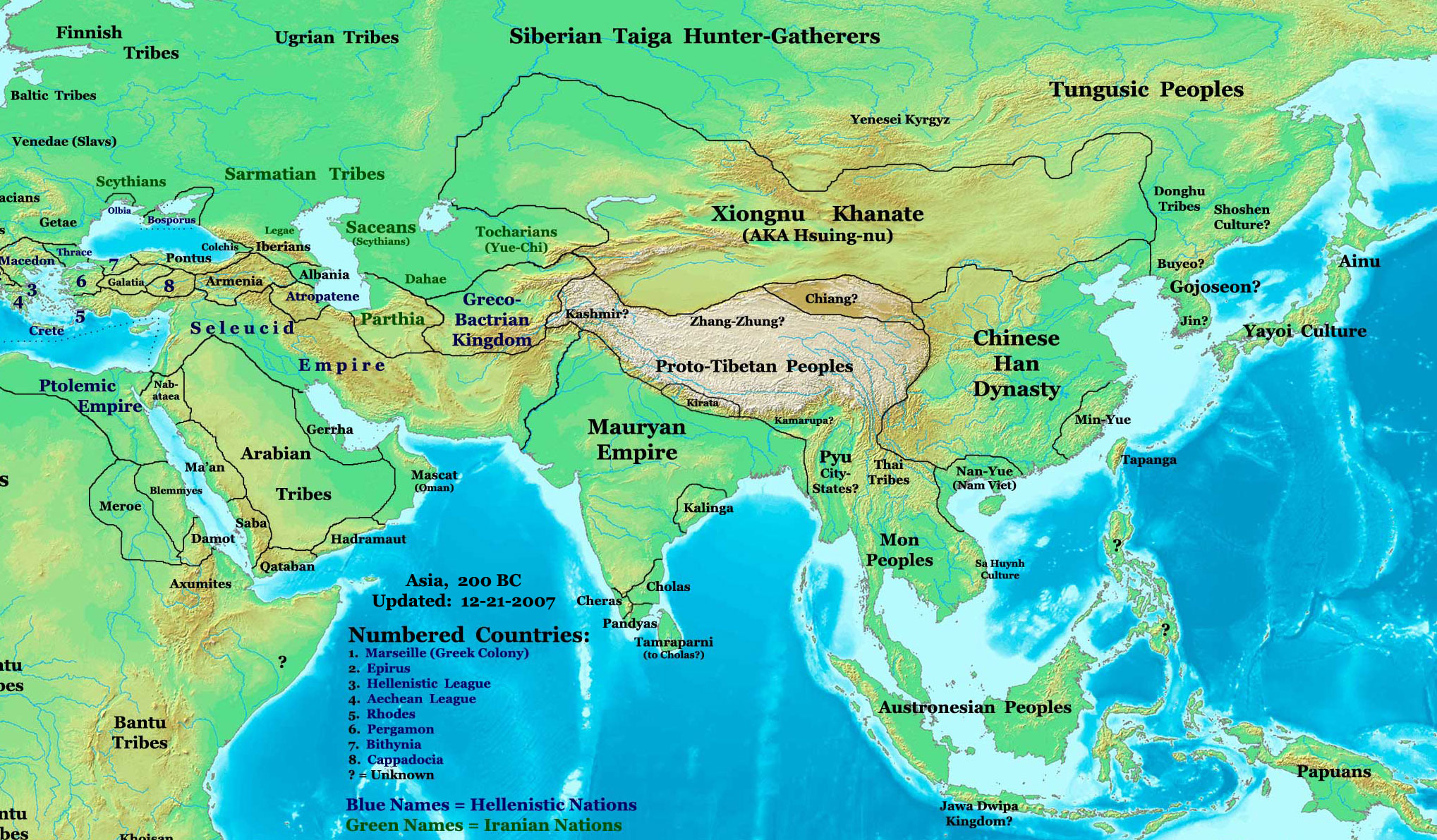
Södra Asien 200 f.Kr.

Nanyue (traditionell kinesiska: 南越; pinyin: Nányuè; vietnamesiska: Nam Việt) var ett forntida kungarike som bestod av delar av dagens kinesiska provinser Guangdong, Guangxi, Yunnan och en stor del av dagens norra Vietnam. Kungadömet upprättades av den hankinesiske generalen Zhao Tuo (traditionell kinesiska: 趙佗; pinyin: Zhào Tuō; vietnamesiska: Triệu Đà) av Qindynastin som assimilerade  yue-folkets och Mellankinas sedvänjor i sitt territorium. Huvudstaden hette Panyu, och låg där Guangzhou ligger idag. I Vietnam används begreppet Triệu-dynastin (grundat på det vietnamesiska uttalet av släktnamnet Zhào) som benämning på Nanuye-kungarnas härkomst, i utvidgad betydelse om Nanyue-regimen, och mer utvidgat om kungadömet Nanyue.

## Historia
Nányuès historia nedtecknades av Handynastin-historikern Sima Qian mellan 109 f.Kr. och 91 f.Kr.
Efter att Kinas förste kejsare Qin Shi Huang hade enat Kina genom att erövra alla sex rivaliserande kungariken, beordrade han 219 f.Kr. sina generaler att erövra områdena som idag utgör regionerna Guangdong och Guangxi. År 214 f.Kr. var erövringen fullbordad. En ny administrativ enhet, Nánhǎi-kommandot (南海郡), skapades för att behärska området ungefär motsvarande dagen Guangdong. Zhào Tuō utnämndes till att styra över ett lóngchuān (龍川), en militärstrategisk plats. Han bad Qin Shi Huang att sända 500 000 personer från Mellankina till Nánhǎi för att föra in Mellankinas och yuè-folkets kultur.

### Grundande
Efter Qin Shi Huangs bortgång svepte en våg av Qin-fientliga uppror över mellersta Kina och Qindynastin gav snart upp. År 208 f.Kr. utnämnde Nánhǎi-kommandots ledare, Rèn Xiāo (任囂), Zhào Tuō att efterträda honom och föreslog att Zhao skulle grunda ett rike i söder och utnyttja berggränsen mot det nordliga Kina. Snart förstärkte Zhao försvaret i de norra bergspassen och ersatte Qin-ämbetsmännen med egna efterträdare. År 203 f.Kr. erövrade han två kommandon Guìlín (桂林郡, ungefär motsvarande Guangxi) och Xiàng (象郡, ungefär motsvarande Yunnan, norra och mellersta Vietnam), söder om bergen. Det nya konungariket Nányuè var fött med Pānyú som huvudstad; Zhào Tuō utropade sig till wǔ wáng (武王, militärkung) av Nányuè.
Efter åratal av krig med rivaler, grundade Liu Bang Handynastin och återförenade mellersta Kina 202 f.Kr.. Liu och hans efterträdare förde en fredlig politik för att låta kejsardömet få tid att återbildas. År 211 f.Kr. skickade kejsar Liu Lú Jiǎ (陸賈) till Nányuè för att utnämna Zhào Tuō till konung av Nányuè. Handelsförbindelser upprättades över gränsen mellan Nányuè och Han-kungariket Changsha. Ehuru formellt en lydstat under Hanväldet, upprätthöll Nányuè ett stort mått av autonomi.
Efter Liu Bangs frånfälle år 195 f.Kr. togs styret över av hans hustru, kejsarinnan av Lǚ (呂后). Changshas kung bad Lǚ att blockera handeln mellan de två kungarikena och förberedde en erövring av Nányuè. Zhào Tuō vredgades och kände sig undanskuffad. Som hämnd utropade han sig till kejsare över Nányuè och anföll Changsha för att sedan återvända. Lǚ skickade generalen Zào (灶) för att näpsa Zhào Tuō. Det varma och fuktiga vädret gjorde soldaterna sjuka och hären oförmögen att marschera söder om bergen. Hären drog sig tillbaka. I och med den militära framgången återförenade Zhào Tuō de omgivande staterna Mǐnyuè (閩越) i ost och Ōuluò (甌雒) i väst till lydstater. Kejsarinnan lät följaktligen avliva Zhaos ätt i Han-kejsardömet och gjorde åverkan på hans förfäders grav.
År 179 f.Kr. tillträdde Liu Heng som Hankejsare. Han förde en omvänd politik jämfört med kejsarinnan. Han befallde ämbetsmän att visitera släktstaden Zhēndìng (真定), skicka trupper för att bevaka staden och regelbundet offra till förfäderna. Hans försteminister Chén Píng (陳平) föreslog att Lù Jiǎ skulle skickas till Nányuè eftersom de var förtrogna med varandra. Zhào Tuō blev överraskad av Lùs ankomst. Han avsade sig kejsartiteln och Nányuè blev lydstat till Hanväldet.
Under Hanregimens (Han Wudis) herravälde tvingades, piskades, torterades och förslavades yuèfolket för att reparera och förstärka Kinesiska muren.

### Zhào Hú
Zhào Tuō dog år 137 f.Kr. Hans sonson Zhào Hú (趙胡) efterträdde honom som Nányuès kung. Mǐnyuès kung, Yǐng Xìng (郢興), angrep Nányuè. Zhào Hú vädjade till kejsar Liu Che att sända trupper för att stoppa Mǐnyuès angrepp. Kejsaren skickade två generler till Mǐnyuè. Innan Han-trupperna hade nått fram till Mǐnyuè, hade Yǐng Xìng lillebror Yú Shàn (餘善) dödat Yǐng Xìng och kapitulerat.
Kejsar Liu Che skickade Zhuāng Zhù (莊助) till Nányuè. Zhào Hú tackade kejsaren och sände sin son Zhào Yīngqí (趙嬰齊) till Hanväldets huvudstad Chang'an. Han ville också fara til Chang'an men hindrades av sin minister, som fruktade att inte skulle kunna återvända och att kungadömets historia därmed skulle vara till ända. Därför låtsades han vara sjuk och stannade kvar i Nányuè. Sedermera blev han verkligen sjuk i tio år och dog. Efter sin död gavs han namnet Wén Dì (文帝).

### Zhào Yīngqí
Zhào Yīngqí återvände till Nányuè och efterträdde kungen. Han äktade en kvinna av släkten Jiū (樛) från Handan och födde sonen Zhào Xìng (趙興) när han var Chang'an. Han bad kejsaren utnämna Jiū till drottning och Zhào Xìng till kronprins. Han sände sin andre son till Chang'an. Efter sin död fick Zhào Yīngqí namnet Míng Wáng (明王).

### Zhào Xìng
Zhào Xìng efterträdde Zhào Yīngqí som kung. Då kungen var ung, tog hans moder mother Jiū kontrollen över kungadömet. År 113 f.Kr. skickade kejsaren Ānguó Shǎojì (安國少季) till Nányuè för att bjuda in kungen och kungens moder till kejsaren. Ānguó Shǎojì hade i själva verket varit Jiūs älskare när hon befunnit sig i Chang'an. De återupptog sin affär, vilket fick undersåtarna att misstro kungens mor. För att trygga sin ställning, ville kungen och hans moder att Nányuè skulle vara ett kungadöme inom Hanväldet. Kungen, hans mor och Ānguó Shǎojì försökte övertala Lǚ Jiā (呂嘉) och andra ministrar att åstadkomma detta. Lǚ Jiā lät sig inte övertygas. Kungens moder försökte mörda Lǚ Jiā men hindrades av kungen.
Lǚ Jiā vägrade att möta kungen och tänkte revoltera. Då han kände till att kungen inte tänkte döda honom dröjde det månader innan planen sattes i verket.

### Zhào Jiàndé
Ministern Lǚ Jiā gjorde uppror och dödade kungen och kungens moder. Han utropade Zhào Jiàndé (趙建德), Zhào Yīngqís äldste son till konung av Nányuè. På hösten år 112 f.Kr. skickade kejsaren en hundrtusen stark flotta att angripa Nányuè. På vintern år 111 f.Kr. föll huvudstaden Pānyú och många kapitulerade. Lǚ Jiā och Zhào Jiàndé flydde till sjöss men togs snart tillfånga. Nányuè införlivades formellt i Hanväldet.

## Kungalängd
| Namn      | Namn           | Namn        | Namn           | Postumt namn | Postumt namn | Postumt namn | Postumt namn | Regeringsperiod |
| --------- | -------------- | ----------- | -------------- | ------------ | ------------ | ------------ | ------------ | --------------- |
| Kinesiska | Quốc ngữ       | Pinyin      | Kantonesiska   | Kinesiska    | Quốc ngữ     | Pinyin       | Kantonesiska |                 |
| 趙佗      | Triệu Đà       | Zhào Tuó    | Chiu To        | 武王         | Vũ Vương     | Wǔ Wáng      | Mo Wong      | 203–137 f.Kr.   |
| 趙眜      | Triệu Mạt      | Zhào Mò     | Chiu Mut       | 文王         | Văn Vương    | Wén Wáng     | Man Wong     | 137–122 f.Kr.   |
| 趙嬰齊    | Triệu Anh Tề   | Zhào Yīngqí | Chiu Ying-chai | 明王         | Minh Vương   | Míng Wáng    | Ming Wong    | 122–115 f.Kr.   |
| 趙興      | Triệu Hưng     | Zhào Xìng   | Chiu Hing      | 哀王         | Ai Vương     | Āi Wáng      | Oi Wong      | 115–112 f.Kr.   |
| 趙建德    | Triệu Kiến Đức | Zhào Jiàndé | Chiu Kin-tak   | 陽王         | Dương Vương  | Yáng Wáng    | Yeung Wong   | 112–111 f.Kr.   |

## Dispyter
Bland vietnameser har Zhào/Triệu-riket varit omtvistad. Mången betraktar den som en period av kinsesisk överhöghet enär det härskades av en kinesisk general, medan andra betraktar den som en period av självständighet på grund av att de antog att denne antagit yuè/việt-folkets sedvänjor och ofta trotsade Hankejsaren.
De flesta officiella förmoderna vietnamesiska krönikor, såsom Đại Việt sử ký toàn thư, upptar Trieudynastin i uppräkningen av vietnamesiska dynastier. Det har funnits avvikande uppfattningar, men inte förrän på 1900-talet uppfattningen att de var främmande angripare blev allmänt vedertagen. Numera betraktas Trieudynastin som en period av utländsk överhögehet i alla officiellt sanktionerade historieböcker.

## Arkeologiska fynd

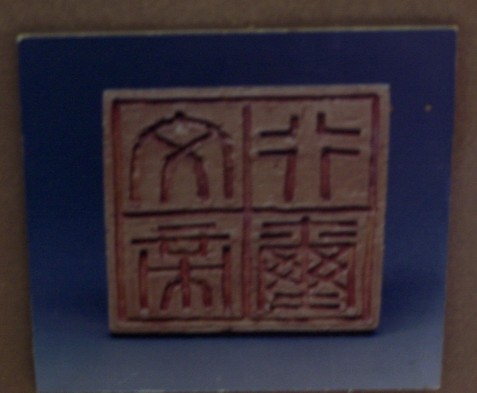
Guldsigillet

I juni månad 1983 hittade man Zhào Hús grav i Guangzhou. Tusentals artefakter påträffades, inklusive rituella bronsföremål, musikinstrument, vapen, jordbruksredskap, lack samt jade-, guld-, silver- och elfenbenssmycken. Man fann också att andra personer hade blivit begravna med kungen. Därutöver grävdes Wén Dìs guldsigill fram.

## Guandong och Vietnam
Nán/Nam (南) betyder i syd och Yuè/Việt (越) betyder Yuè/Việt-folket och Yuè/Việt-folkets plats. Nam Việt är ett land i syd på Việt-folket plats.
Det kinesiska tecknet 越 (Yuè/Việt) och dess homonymvariant 粤 (Yuè/Việt) avsåg i forna tider ett eller flera folkslag i södra Kina. I dag avser det förra tecknet antingen folket, kulturen och språket i Zhejiang-provinsen (på östkusten) eller Vietnam, medan det senare tecknet avser detta i Guangdong-provinsen.
Efter att hankineserna styrt över Nányuè-området i nästan tusen år, siniserades folket i norra Vietnam delvis medan områdena i dagens Guangdong och Guangxi genomgick omfattande sinisering.
Folket i norra Vietnam bröt sig ur Han-Kina år 938 e.Kr. efter segern vid Bach Dang-floden. De bildade ett eget kungarike som de kallade Đại Việt (Stora việt-kungadömet). Detta rike växte sig starkare; det utvidgades söderut och besegrade kungariket Champa (i mellersta Vietnam) och större delen av Khmerväldet (i södra Vietnam), vilket tvingade khmererna att flytta. På 1800-talet ville việt-kungen Nguyen Anh ändra namnet på sitt rike från Dai Viet till Nam Viet. Dock var somliga rädda för att det skulle sammanblandas med Zhào Tuōs kungadöme, varför kungen ändrade ordföljden i Nam Việt som blev Việt Nam. Kinh-folket, som är en av yuè-folkets hundra stammar, utgör majoriteten av befolkning i dagens Vietnam.
Andra forntida yue-folkslag i Guangdong och Guangxi assimilerades och blev hankineser.